# Gregor Roth
Gregor Roth ist ein deutscher Rechtswissenschaftler mit den Forschungsschwerpunkten Unternehmenssteuerrecht, Recht der gemeinnützigen Organisationen und Gesellschaftsrecht. Er ist seit 2017 Professor an der Universität Leipzig.

## Werdegang
Roth studierte Rechtswissenschaften an der Friedrich-Schiller-Universität Jena.
Nach seiner Promotion zum Thema „Das einheitliche Recht auf Information – Ein Beitrag zur Institutionsbildung“ im Bereich Zivilrecht (2004) und seiner Habilitation zum Thema „Verbandszweck und Gläubigerschutz“ im Juli 2013 wurde Gregor Roth am 1. April 2015 Inhaber der Professur für Bürgerliches Recht, Gesellschaftsrecht und Steuerrecht an der Technischen Universität Dresden. Zum 1. September 2017 wechselte er auf den Lehrstuhl für Bürgerliches Recht, Gesellschaftsrecht und Steuerrecht der Universität Leipzig.

## Schriften (Auswahl)
- Das einheitliche Recht auf Information, Köln: Heymann, 2006.
- Münchener Handbuch des Gesellschaftsrechts, Band 7: Gesellschaftsrechtliche Streitigkeiten (Corporate Litigation), München: C.H.Beck, 2016: 5. Auflage, ISBN 978-3-406-67219-4.